# Holzkomment

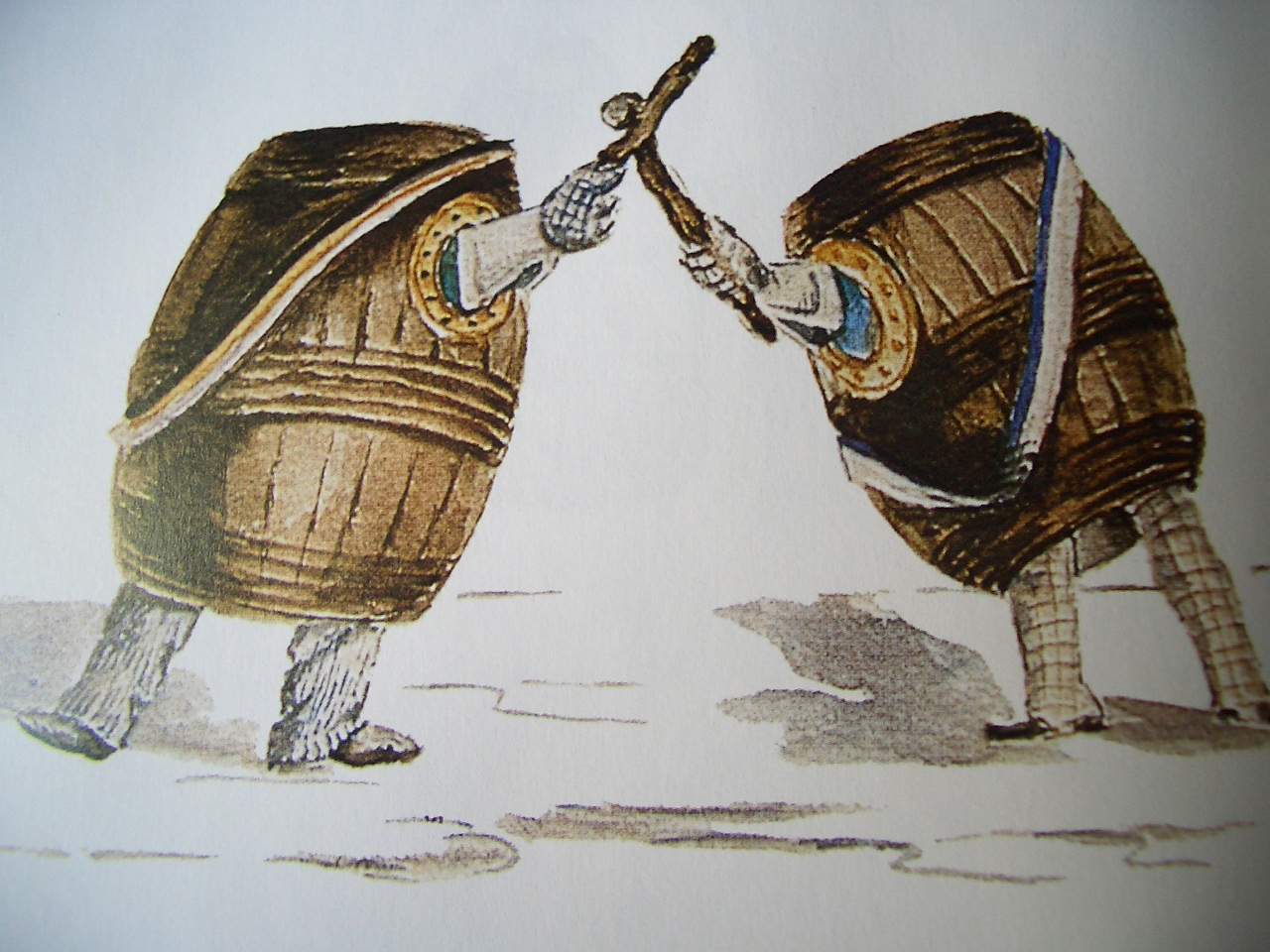
Holzkomment als Karikatur auf neue Schutzmaßnahmen bei der Mensur (1836)

Unter Holzkomment (auch Holzcomment) versteht man in der Burschensprache seit dem späten 17. Jahrhundert eine in der Regel außerhalb des geltenden Comments stehende Prügelei mit Holz- bzw. Spazierstöcken. Diese wird auch als Stockpartie oder Holzduell (Ragocky 1831) bezeichnet.

## Deutschland
Der Holzkomment wurde speziell in Jena seit dem Mensurverbot durch das Duellmandat von 1684 mit dem sogenannten Ziegenhainer durchgeführt, der ursprünglich aus dem verwachsenen und besonders harten Holz der Kornelkirsche hergestellt wurde. Daher nennt Vollman 1846 den Holzkomment auch „die Ziegenhainer-Pastete reichen“. Die Androhung geschieht mit den Worten „Willst du Holz?“ (Wallis 1813).
Mit dem Holzkomment wurden insbesondere jene Zwistigkeiten ausgetragen, für die eine commentmäßige Behandlung unmöglich war. Entweder wenn eine Satisfaktion aufgrund der niederen Stellung eines Kontrahenten nicht gegeben werden kann oder man sich in eine Realavantage setzen möchte, falls die Satisfaktion mit Säbel, Degen oder Pistole nicht gegeben wird. Aus dem ursprünglichen Schlagen mit Holzstöcken wurde der Begriff Holzkomment auch auf eine Prügelei mit Fäusten angewandt, man „holzte“. Seit den 1970er-Jahren ist das Führen von Couleurstöcken außer Mode gekommen und damit auch die Anwendung des Holzkomments.

## Österreich
Die Austernschlacht 1889 ist die bekannteste Auseinandersetzung des sogenannten Holzcomments in Österreich. Mit dem Aufkommen katholischer Studentenverbindungen seit dem Ende des 19. Jahrhunderts kam es regelmäßig zu gewalttätigen Auseinandersetzungen zwischen freiheitlichen und katholischen, österreichtreuen Verbindungsstudenten. Der Schwerpunkt des Holzkomments lag aber in Graz und dessen erst 1895 gegründeter Universität.